# Orphans: Brawlers, Bawlers & Bastards
Orphans: Brawlers, Bawlers & Bastards je album Toma Waitse, vydané v roce 2006 u vydavatelství ANTI-. Album obsahuje 30 dříve nevydaných nových a 24 raritních dříve vydaných skladeb.

## Seznam skladeb

### CD
| Disk 1: Brawlers | Disk 1: Brawlers              | Disk 1: Brawlers                           | Disk 1: Brawlers |
| Pořadí           | Název                         | Autor                                      | Délka            |
| ---------------- | ----------------------------- | ------------------------------------------ | ---------------- |
| 1.               | Lie to Me                     | Tom Waits, Kathleen Brennan                | 2:10             |
| 2.               | LowDown                       | Waits, Brennan                             | 4:15             |
| 3.               | 2:19                          | Waits, Brennan                             | 5:02             |
| 4.               | Fish in the Jailhouse         | Waits, Brennan                             | 4:22             |
| 5.               | Bottom of the World           | Waits, Brennan                             | 5:42             |
| 6.               | Lucinda                       | Waits, Brennan                             | 4:52             |
| 7.               | Ain't Goin' Down to the Well  | Leadbelly, John Lomax, Alan Lomax          | 2:28             |
| 8.               | Lord I've Been Changed        | trad. arr. Waits, Brennan                  | 2:28             |
| 9.               | Puttin' on the Dog            | Waits, Brennan                             | 3:39             |
| 10.              | Road to Peace                 | Waits, Brennan                             | 7:17             |
| 11.              | All the Time                  | Waits, Brennan                             | 4:33             |
| 12.              | The Return of Jackie and Judy | Joey Ramone, Johnny Ramone, Dee Dee Ramone | 3:28             |
| 13.              | Walk Away                     | Waits, Brennan                             | 2:43             |
| 14.              | Sea of Love                   | Phil Phillips, George Khoury               | 3:43             |
| 15.              | Buzz Fledderjohn              | Waits, Brennan                             | 4:12             |
| 16.              | Rains on Me                   | Waits, Chuck E. Weiss                      | 3:20             |

| Disk 2: Bawlers | Disk 2: Bawlers                | Disk 2: Bawlers                            | Disk 2: Bawlers |
| Pořadí          | Název                          | Autor                                      | Délka           |
| --------------- | ------------------------------ | ------------------------------------------ | --------------- |
| 1.              | Bend Down the Branches         | Waits, Brennan                             | 1:06            |
| 2.              | You Can Never Hold Back Spring | Waits, Brennan                             | 2:26            |
| 3.              | Long Way Home                  | Waits, Brennan                             | 3:10            |
| 4.              | Widow's Grove                  | Waits, Brennan                             | 4:58            |
| 5.              | Little Drop of Poison          | Waits, Brennan                             | 3:09            |
| 6.              | Shiny Things                   | Waits, Brennan                             | 2:20            |
| 7.              | World Keeps Turning            | Waits, Brennan                             | 4:16            |
| 8.              | Tell It to Me                  | Waits, Brennan                             | 3:08            |
| 9.              | Never Let Go                   | Waits, Brennan                             | 3:13            |
| 10.             | Fannin Street                  | Waits, Brennan                             | 5:01            |
| 11.             | Little Man                     | Teddy Edwards                              | 4:33            |
| 12.             | It's Over                      | Waits, Brennan                             | 4:40            |
| 13.             | If I Have to Go                | Waits, Brennan                             | 2:15            |
| 14.             | Goodnight Irene                | Leadbelly, Gussie L. Davis                 | 4:47            |
| 15.             | The Fall of Troy               | Waits, Brennan                             | 3:01            |
| 16.             | Take Care of All My Children   | Waits, Brennan                             | 2:31            |
| 17.             | Down There by the Train        | Waits, Brennan                             | 5:39            |
| 18.             | Danny Says                     | Joey Ramone, Johnny Ramone, Dee Dee Ramone | 3:05            |
| 19.             | Jayne's Blue Wish              | Waits, Brennan                             | 2:29            |
| 20.             | Young at Heart                 | Carolyn Leigh, Johnny Richards             | 3:41            |

| Disk 3: Bastards | Disk 3: Bastards              | Disk 3: Bastards             | Disk 3: Bastards |
| Pořadí           | Název                         | Autor                        | Délka            |
| ---------------- | ----------------------------- | ---------------------------- | ---------------- |
| 1.               | What Keeps Mankind Alive?     | Kurt Weill, Bertolt Brecht   | 2:09             |
| 2.               | Children's Story              | Waits, Brennan               | 1:42             |
| 3.               | Heigh Ho                      | Frank Churchill, Larry Morey | 3:32             |
| 4.               | Army Ants                     | Waits, Brennan               | 3:25             |
| 5.               | Books of Moses                | Skip Spence                  | 2:49             |
| 6.               | Bone Chain                    | Waits, Brennan               | 1:03             |
| 7.               | Two Sisters                   | trad., arr. Waits, Brennan   | 4:55             |
| 8.               | First Kiss                    | Waits, Brennan               | 2:40             |
| 9.               | Dog Door                      | Waits, Brennan, Mark Linkous | 2:43             |
| 10.              | Redrum                        | Waits, Brennan               | 1:12             |
| 11.              | Nirvana                       | Waits, Brennan               | 2:12             |
| 12.              | Home I'll Never Be            | Waits, Brennan               | 2:28             |
| 13.              | Poor Little Lamb              | Waits, William J. Kennedy    | 1:43             |
| 14.              | Altar Boy                     | Waits, Brennan               | 2:48             |
| 15.              | The Pontiac                   | Waits, Brennan               | 1:54             |
| 16.              | Spidey's Wild Ride            | Waits, Brennan               | 2:03             |
| 17.              | King Kong                     | Daniel Johnston              | 5:29             |
| 18.              | On the Road                   | Waits, Brennan               | 4:14             |
| 19.              | Dog Treat (hidden track)      | Waits, Brennan               | 2:56             |
| 20.              | Missing My Son (hidden track) | Waits, Brennan               | 3:38             |

### Vinyl
| Strana 1 | Strana 1                     | Strana 1 |
| Pořadí   | Název                        | Délka    |
| -------- | ---------------------------- | -------- |
| 1.       | Lie to Me                    | 2:10     |
| 2.       | LowDown                      | 4:15     |
| 3.       | 2:19                         | 5:02     |
| 4.       | Fish in the Jailhouse        | 4:22     |
| 5.       | Bottom of the World          | 5:42     |
| 6.       | Lucinda                      | 4:52     |
| 7.       | Ain't Goin' Down to the Well | 2:28     |
| 8.       | Lord I've Been Changed       | 2:28     |

| Strana 2 | Strana 2                      | Strana 2 |
| Pořadí   | Název                         | Délka    |
| -------- | ----------------------------- | -------- |
| 1.       | Puttin' on the Dog            | 3:39     |
| 2.       | Road to Peace                 | 7:17     |
| 3.       | All the Time                  | 4:33     |
| 4.       | The Return of Jackie and Judy | 3:28     |
| 5.       | Walk Away                     | 2:43     |
| 6.       | Sea of Love                   | 3:43     |
| 7.       | Buzz Fledderjohn              | 4:12     |
| 8.       | Rains on Me                   | 3:20     |

| Strana 3 | Strana 3                       | Strana 3 |
| Pořadí   | Název                          | Délka    |
| -------- | ------------------------------ | -------- |
| 1.       | Bend Down the Branches         | 1:06     |
| 2.       | You Can Never Hold Back Spring | 2:26     |
| 3.       | Long Way Home                  | 3:10     |
| 4.       | Widow's Grove                  | 4:58     |
| 5.       | Little Drop of Poison          | 3:09     |
| 6.       | Shiny Things                   | 2:20     |
| 7.       | World Keeps Turning            | 4:16     |
| 8.       | Tell It to Me                  | 3:08     |
| 9.       | Never Let Go                   | 3:13     |
| 10.      | Fannin Street                  | 5:01     |

| Strana 4 | Strana 4                     | Strana 4 |
| Pořadí   | Název                        | Délka    |
| -------- | ---------------------------- | -------- |
| 1.       | Little Man                   | 4:33     |
| 2.       | It's Over                    | 4:40     |
| 3.       | If I Have to Go              | 2:15     |
| 4.       | Goodnight Irene              | 4:47     |
| 5.       | The Fall of Troy             | 3:01     |
| 6.       | Take Care of All My Children | 2:31     |
| 7.       | Down There By the Train      | 5:39     |
| 8.       | Danny Says                   | 3:05     |
| 9.       | Jayne's Blue Wish            | 2:29     |
| 10.      | Young at Heart               | 3:41     |

| Strana 5 | Strana 5                 | Strana 5 |
| Pořadí   | Název                    | Délka    |
| -------- | ------------------------ | -------- |
| 1.       | What Keeps Mankind Alive | 2:09     |
| 2.       | Children's Story         | 1:42     |
| 3.       | Heigh Ho                 | 3:32     |
| 4.       | Army Ants                | 3:25     |
| 5.       | Books of Moses           | 2:49     |
| 6.       | Bone Chain               | 1:03     |
| 7.       | Two Sisters              | 4:55     |
| 8.       | First Kiss               | 2:40     |
| 9.       | Dog Door                 | 2:43     |
| 10.      | Redrum                   | 1:12     |

| Strana 6 | Strana 6           | Strana 6 |
| Pořadí   | Název              | Délka    |
| -------- | ------------------ | -------- |
| 1.       | Nirvana            | 2:12     |
| 2.       | Home I'll Never Be | 2:28     |
| 3.       | Poor Little Lamb   | 1:43     |
| 4.       | Altar Boy          | 2:48     |
| 5.       | The Pontiac        | 1:54     |
| 6.       | Spidey's Wild Ride | 2:03     |
| 7.       | King Kong          | 5:29     |
| 8.       | On the Road        | 4:14     |
| 9.       | Dog Treat          | 2:56     |
| 10.      | Missing My Son     | 3:38     |

| Strana 7 | Strana 7              | Strana 7 |
| Pořadí   | Název                 | Délka    |
| -------- | --------------------- | -------- |
| 1.       | Crazy Bout My Baby    |          |
| 2.       | Diamond in Your Mind  |          |
| 3.       | Cannon Song           |          |
| 4.       | Pray                  |          |
| 5.       | No One Can Forgive Me |          |
| 6.       | Mathie Grove          |          |

## Sestava
- Tom Waits – zpěv, kytara, varhany, klávesy, perkuse
- Dave Alvin – kytara
- Anges Amar – píšťalka
- Ara Anderson – trubka
- Ray Armando – perkuse
- Bobby Baloo – cowbell
- Bobby Black – steel kytara
- Michael Blair – bicí, perkuse
- Andrew Borger – perkuse
- Brain – perkuse
- Matt Brubeck – baskytara
- Dan Cantrell – akordeon
- Ralph Carney – saxofon
- Crispin Cioe – saxofon
- Bent Clausen – banjo, piáno
- Les Claypool – baskytara
- Jimmy Cleveland – pozoun
- Harry Codyc – banjo
- Greg Cohen – baskytara
- Eddie Davis – banjo
- Darrel Devore – kruhové housle
- Seth Ford-Young – baskytara
- Steve Foreman – perkuse
- Mitchell Froom – chamberlin
- Bob Funk – pozoun
- Joe Gore – kytara
- Chris Grady – trubka
- Brett Gurewitz – kytara
- Ron Hacker – kytara
- John P. Hammond – harmonika
- Arno Hecht – saxofon
- Billy Higgins – bicí
- Art Hillery – piáno
- Stephen Hodges – perkuse
- Bart Hopkin – klarinet
- Trevor Horn – baskytara
- Carla Kihlstedt – housle
- Guy Klucevsek – akordeon
- Gary Knowlton – klávesy
- Mike Knowlton – kytara
- Larry LaLonde – kytara
- Adam Lane – baskytara
- Mark Linkous – baskytara, kytara, bicí
- Paul „Hollywood“ Litteral – trubka
- Charlie Musselwhite – harmonika
- Tom Nunn – The Bug
- Eric Perney – baskytara
- Nic Phelps – lesní roh
- Dan Plonsey – klarinet
- Steve Prutsman – piáno
- Marc Ribot – kytara
- Bebe Risenfors – klarinet
- Gino Robair – perkuse
- Mike Silverman – baskytara
- Jeff Sloan – perkuse
- Nolan Smith – trubka
- Matthew Sperry – baskytara
- Colin Stetson – saxofon
- Larry Taylor – baskytara
- Francis Thumm – piáno
- Leroy Vinnegar – baskytara
- Casey Waits – bicí
- Sullivan Waits – kytara
- Richard Waters – waterphone
- Tom Yoder – pozoun